# Institut des mandataires agréés près l'Office européen des brevets
 (octobre 2018).
Si vous disposez d'ouvrages ou d'articles de référence ou si vous connaissez des sites web de qualité traitant du thème abordé ici, merci de compléter l'article en donnant les références utiles à sa vérifiabilité et en les liant à la section « Notes et références ».
Pour les articles homonymes, voir EPI.
L'Institut des mandataires agréés près l'Office européen des brevets (en anglais, European Patent Institute ou EPI) compte environ 13 800 mandataires parmi ses membres provenant de chacun des 39 états contractants de la convention sur le brevet européen, qui travaillent soit dans l'industrie, soit en pratique privée.

## Fonctionnement
L'epi est soumis à des règles et règlements qui concernent le règlement intérieur de l'Institut, sa création, ses membres et leur code de conduite professionnel.

## Activités
L'epi publie le journal epi Information  (ISSN 1434-8853).